# Hjemås
Hjemås est une localité du comté de Nordland, en Norvège.

## Géographie
Administrativement, Hjemås fait partie de la kommune de Fauske.